# Kenneth C. Freeman

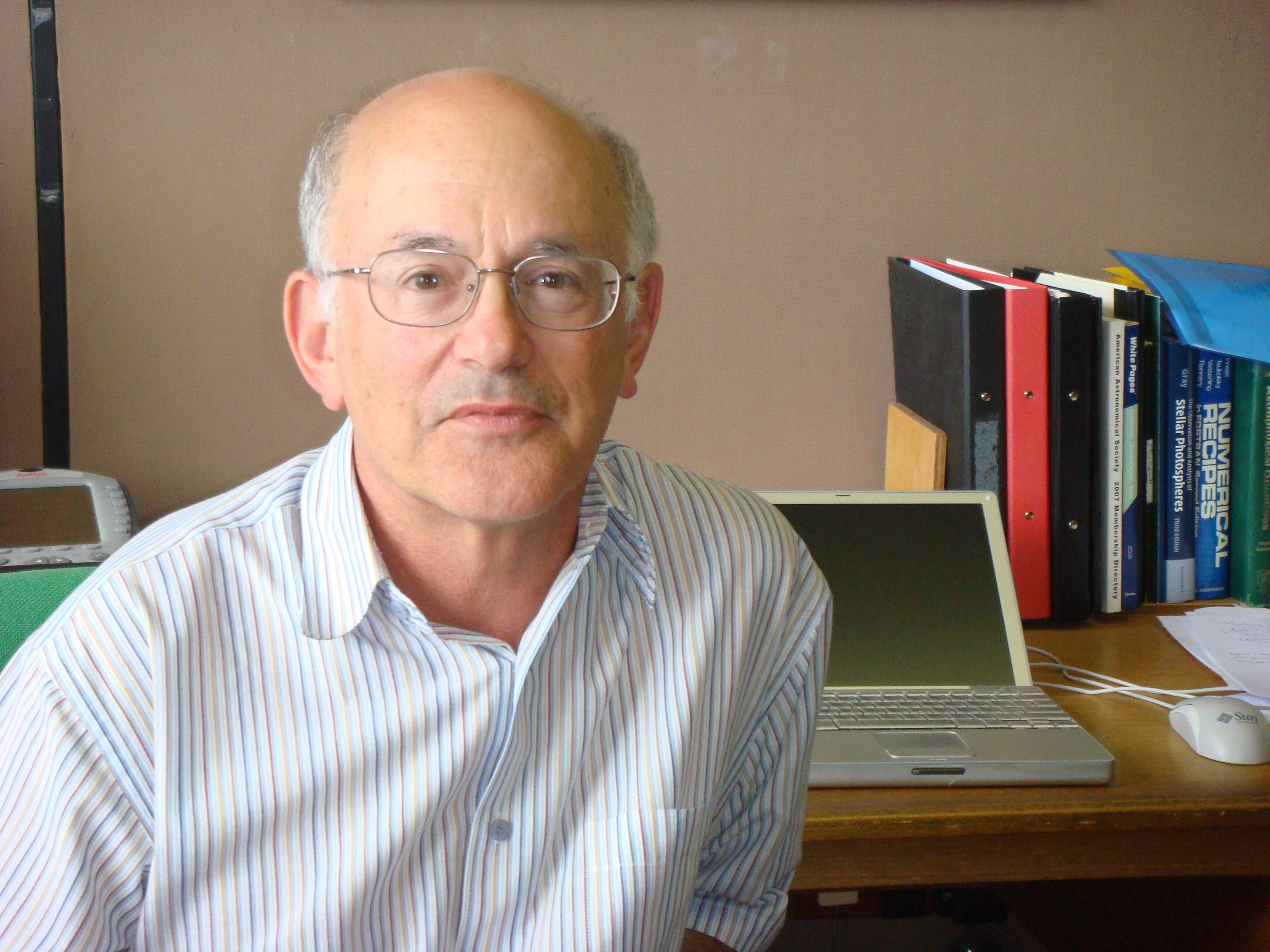
Kenneth C. Freeman

Kenneth Charles „Ken“ Freeman AC (* 27. August 1940 in Perth) ist ein australischer Astronom.
Freeman studierte Mathematik und Physik an der University of Western Australia mit dem Bachelor-Abschluss 1962 und an der Universität Cambridge, an der er theoretische Astrophysik bei Leon Mestel und Donald Lynden-Bell studierte und 1965 promoviert wurde. Als Post-Doktorand war er an der University of Texas bei Gérard-Henri de Vaucouleurs und am Trinity College der Universität Cambridge. 1967 ging er zurück nach Australien ans Mount-Stromlo-Observatorium. Er ist Duffield Professor am Mount Stromlo Observatory der Australian National University in Canberra. Er ist regelmäßig Gastwissenschaftler am Space Telescope Science Institute.
Er befasst sich mit Bildung und Dynamik von Galaxien und Kugelsternhaufen und dem Problem Dunkler Materie in Galaxien. 1970 wies er im Anhang zu einer Arbeit als Erster auf die Notwendigkeit Dunkler Materie in Spiralgalaxien hin aus dem Studium der Rotation der Galaxien. Darauf hingewiesen hatte schon Fritz Zwicky 1933, was aber wieder in Vergessenheit geriet. Unterstützung erhielt Freemans frühe Vorhersage um 1978 durch die weitere Untersuchung der Rotation von Spiralgalaxien mit Radioteleskopen, ausgedehnt auf das interstellare Gas in den Galaxien und deren Umgebung.
Seine Arbeit von 1970 gehört zu seinen meistzitierten Arbeiten, allerdings für das Freeman-Gesetz für Spiralgalaxien, das besagt, dass Spiralgalaxien konstante Oberflächenhelligkeit haben (das Gesetz gilt heute aber als überholt und als Auswahleffekt), und Modelle für die Masseverteilung in Spiralgalaxien (Freeman Disk) und weniger für die Vorhersage Dunkle Materie.
Später initiierte er ein Projekt zur schnellen Durchmusterung der Galaxie mit der Aufnahme von rund 1 Million Sternen und ihrer chemischen Zusammensetzung (Hermes am Siding-Spring-Observatorium, New South Wales). Ziel ist die Rekonstruktion der Evolution unserer Galaxie.
Er ist Fellow der Australian Academy of Science (1981), deren Pawsey Medal er 1972 erhielt, und der Royal Society (1998). 1999 erhielt er den Dannie-Heineman-Preis für Astrophysik. 2012 erhielt er den Preis des australischen Premierministers für Wissenschaft und 2003 die australische Centenary Medal. Für 2014 wurde ihm der Gruber-Preis für Kosmologie zugesprochen und für 2016 die Dirac Medal der University of New South Wales. 2017 wurde er zum Companion des Order of Australia ernannt. 1994 war er Oort Professor an der Universität Leiden und 2003 Blaauw Professor in Groningen (an dem er schon 1976 am Kapteyn Institut war). 2004 wurde der Asteroid (18237) Kenfreeman nach ihm benannt. 2017 wurde er in die National Academy of Sciences gewählt.

## Schriften
- On the disks of spiral and S0 galaxies, Astrophysical Journal, Band 160, 1970, S. 811–830, Online
- mit Geoff McNamara In search of dark matter, Springer Verlag 2006
- mit Joss Bland-Hawthorn The Baryon Halo of the Milky Way: A Fossil Record of Its Formation, Science, Band 287, 2000, S. 79–84
- mit Joss Bland-Hawthorn The new galaxy: Signatures of its formation, Annual Reviews of Astronomy and Astrophysics, Band 40, 2002, S. 487–537, Arxiv